# Micro Embbeded System
MES(Micro Embbeded System)とは、マイコン用の組み込みオペレーティングシステム (OS) である。みついわゆきおによって開発された。当初はH8/OSの後継OSとしてH8シリーズのマイコンをターゲットとして開発されたが、後にSuperHシリーズに対応するようになった。現在はSuperHを主なターゲットとして開発されている。

## 特徴
- gccによるプログラム開発。
- プリエンプティブ・マルチタスクにより複数のプログラムを実行可能。
- デバイスドライバによるハードウェアの抽象化。
- マイコンの内蔵ROM上のROMディスク、および外付けRAM上のRAMディスクで利用可能な組込用の簡易ファイルシステム。
- SDメモリーカード等で利用可能なFATファイルシステム。
- NE2000互換ネットワークデバイスを使用し、IP,TCP,UDP,ICMP,ARPの各プロトコルに対応。
- UDPおよびTCPのAPIによるクライアント/サーバ。

マルチタスクのタイムスライスが約1msと長く、常にシステムタスクに処理が割かれるために、リアルタイム性は比較的乏しい。また、sleep等のAPIで得られる時間が非常に大雑把であるため、正確なタイミングを必要とするような場合は、ハードウェアのタイマーを利用することが必須となる。